# اودا نوبوتادا
اودا نوبوتادا (به ژاپنی: 織田 信忠 Oda Nobutada)، نام دوران کودکی کیمیو (奇妙) (۲۱ ژوئن ۱۵۸۲ –۱۵۵۷ میلادی) پسر ارشد اودا نوبوناگا و یک سامورایی در دوره سنگوکو بود. وی نیز به مانند پدرش در حادثه معبد هوننو کشته شد.

## خانواده
- پدر: اودا نوبوناگا (۱۵۳۶–۱۵۸۲)
- برادران:
  - اودا نوبوتادا (۱۵۵۷–۱۵۸۲)
  - اودا نوبوکاتسو (۱۵۵۸–۱۶۳۰)
  - اودا نوبوتاکا (۱۵۵۸–۱۵۸۳)
  - هاشیبا هیده‌کاتسو (۱۵۶۷–۱۵۸۵)
  - اودا کاتسوناگا(۱۵۶۸–۱۵۸۲)
  - اودا نوبوهیده (۱۵۷۱–۱۵۹۷)
  - اودا نوبوتاکا (۱۵۷۶–۱۶۰۲)
  - اودا نوبویوشی (۱۵۷۳–۱۶۱۵)
  - اودا نوبوسادا (۱۵۷۴–۱۶۲۴)
  - اودا نوبویوشی (مرگ ۱۶۰۹)
  - اودا ناگاتسوگو (مرگ ۱۶۰۰)
  - اودا نوبوماسا (۱۵۵۴–۱۶۴۷)
- خواهران:
  - توکوهیمه (۱۵۵۹–۱۶۳۶)
  - فویوهیمه (۱۵۶۱–۱۶۴۱)
  - هیده‌کو (مرگ ۱۶۳۲)
  - ای‌هیمه (دختر اودا نوبوناگا) (۱۵۷۴–۱۶۲۳)
  - هوئون‌این
  - سان نو مارو دونو (مرگ ۱۶۰۳)
  - تسوروهیمه (همسر ناکاگاوا هیده‌ماسا)
- پسر اودا هیده‌نوبو
- فرزند
  - اودا هیده‌نوبو
  - اودا هیده‌نوری (۱۵۸۱–۱۶۲۵)